# Marielle Franco
Pour les articles homonymes, voir Franco (homonymie).
Marielle Francisco da Silva, dite Marielle Franco, née le 27 juillet 1979 à Rio de Janeiro et morte assassinée le 14 mars 2018 dans la même ville, est une sociologue, femme politique et militante féministe des droits humains et LGBT brésilienne.
Elle est membre du conseil municipal de Rio de Janeiro, comme représentante du Parti socialisme et liberté (PSOL) de janvier 2017 à sa mort.

## Biographie

### Formation
Diplômée en sciences sociales de l'université pontificale catholique de Rio de Janeiro (PUC-Rio), Marielle Franco est titulaire d'une maîtrise en administration publique de l'université fédérale de Rio. Elle est devenue mère à l'âge de 19 ans et a élevé sa fille en l'absence du père.
Son militantisme politique en faveur des droits humains et contre les actions violentes dans la favela commence à la suite de la mort d'une amie, victime d'une balle perdue lors d'une fusillade impliquant la police et les trafiquants de drogue dans le quartier de Complexo da Maré, où Marielle est née et a vécu,,,.

### Carrière politique
En 2006, Marielle Franco intègre l'équipe de campagne que Marcelo Freixo, membre du Parti socialisme et liberté (PSOL), a choisie pour les élections à l'Assemblée législative de l'État de Rio de Janeiro. Après l'élection de ce dernier, elle est nommée conseillère parlementaire du député et assume la coordination de la Commission pour la défense des droits de l'homme et de la citoyenneté de l'Assemblée législative.
En 2016, pour sa première candidature, elle est élue conseillère à la Chambre municipale de la ville de Rio de Janeiro pour la coalition Mudar é possível (« changer est possible »), formée par le PSOL et le Parti communiste brésilien. En obtenant plus de 46 000 voix , elle est le cinquième candidat qui recueille le plus de suffrages sur l'ensemble de la ville.
Elle a souhaité faire de son mandat un lieu de débat sur le genre, la favela, la négritude et les droits LGBT. Elle a présenté 116 propositions et 16 projets de loi, dont un sur la garantie d'accès à l'avortement dans les cas prévus par la loi et un sur l'ouverture des crèches la nuit. Elle était présidente de la Commission de défense de la femme. Deux de ses projets ont été votés : un sur la régularisation des mototaxis, important moyen de transport dans les favelas et l'autre sur les contrats conclus par la mairie avec des organisations sociales de santé, cibles fréquentes d’enquêtes sur la corruption.
Elle dénonce, dans une critique publique, la violence de la police militaire de Rio de Janeiro dans les favelas,,.
Ses engagements sont poursuivis par sa sœur Anielle Franco, qui devient en janvier 2023 ministre chargée de l'Égalité raciale dans le troisième gouvernement de Lula.

### Assassinat
Le texte peut changer fréquemment, n’est peut-être pas à jour et peut manquer de recul. 
Le titre et la description de l'acte concerné reposent sur la qualification juridique retenue lors de la rédaction de l'article et peuvent évoluer en même temps que celle-ci.

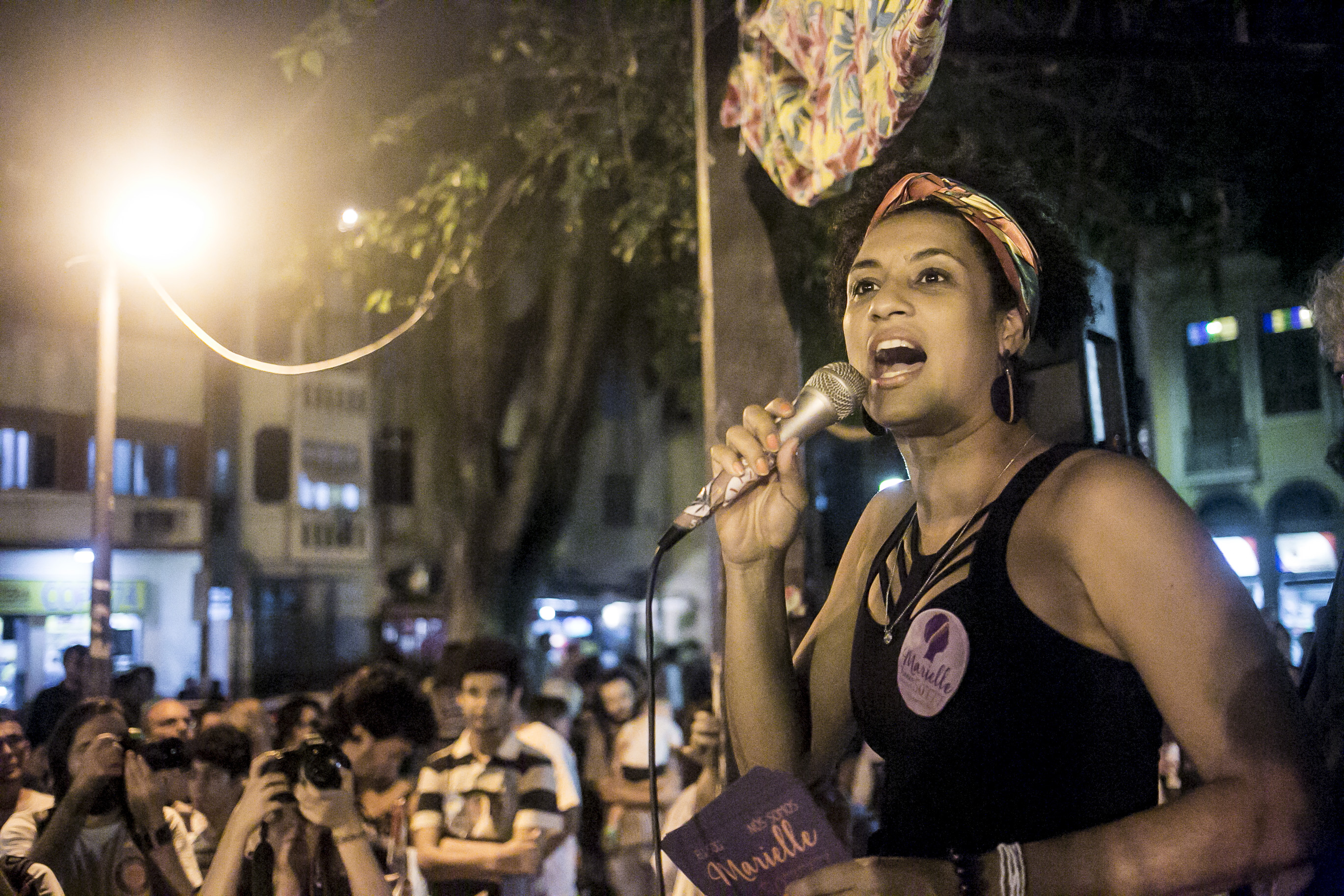
Marielle Franco en août 2016.

Le 14 mars 2018, Marielle Franco et son chauffeur, Anderson Pedro Gomes, sont assassinés par arme à feu dans le centre de Rio de Janeiro,,,.
Selon Human Rights Watch, ce meurtre est lié à « l'impunité à Rio de Janeiro » et au « système de sécurité défaillant » dans l'État.
Sa mort donne lieu immédiatement à l'organisation de manifestations dans au moins dix villes du Brésil puis dans tout le pays,. Le 26 mars 2018, un groupe d'experts indépendants des Nations unies, comprenant Michel Forst, rapporteur spécial sur la situation des défenseurs des droits de l'homme, ont relevé le caractère alarmant de sa mort et de la situation des défenseurs des droits de l'homme au Brésil et ont demandé qu'une enquête impartiale soit menée dans les meilleurs délais.
En mars 2018, la police trouve que les balles qui ont été utilisées dans l'assassinat de Marielle Franco sont les mêmes que celles utilisées lors de l'exécution simultanée de 17 personnes dans les villes de Barueri et Osasco dans l'État de São Paulo en 2015. Ces balles faisaient partie d'un lot vendu à la police fédérale de Brasilia en 2006. Deux ex-militaires faisant partie des milices (organisations qui contrôlent le crime organisé) soupçonnées d'avoir pris part à son assassinat sont arrêtés en juillet.
Selon la presse brésilienne, trois hommes politiques — Edson Albertassi (pt), Paulo Melo (pt) et Jorge Picciani (pt) — seraient impliqués dans l'assassinat de Marielle Franco. Ces trois députés de l’État de Rio de Janeiro appartiennent au Mouvement démocratique brésilien (MDB) du président d'alors Michel Temer. Pour Richard Nunes, le secrétaire à la sécurité de l´état de Rio, Marielle Franco aurait été considérée comme une menace par les milices qui contrôlent le cadastre des terres dans les bidonvilles et son assassinat aurait été planifié dès 2017.
D'après Armelle Enders, historienne au CNRS, « l’attentat contre Marielle Franco est survenu dans une conjoncture très particulière. Depuis le 16 février, la sécurité publique de Rio de Janeiro avait été placée sous la responsabilité de l’armée fédérale et non, comme la Constitution le prescrit, sous celle du gouverneur de l'État de Rio de Janeiro et de la police militaire régionale. Cette mesure a été prise par le président Michel Temer au prétexte que l’insécurité battait des records ».
Selon Amnesty International, la mort de Marielle Franco a suscité des commentaires d’une rare violence, notamment de la part de la droite extrême avec des réseaux sociaux saturés d’injures à l’égard de l’élue noire et bisexuelle. Durant la campagne électorale de 2018, Rodrigo Amorim, candidat et futur député de l'État de Rio du Parti social-libéral (le parti du président du Brésil, Jair Bolsonaro) a brisé une plaque commémorative de Marielle Franco en présence de Wilson Witzel (en), candidat du Parti social-chrétien, futur vainqueur de l'élection au poste de gouverneur de l'État de Rio de Janeiro. Ce dernier présentera ses excuses à sa famille.

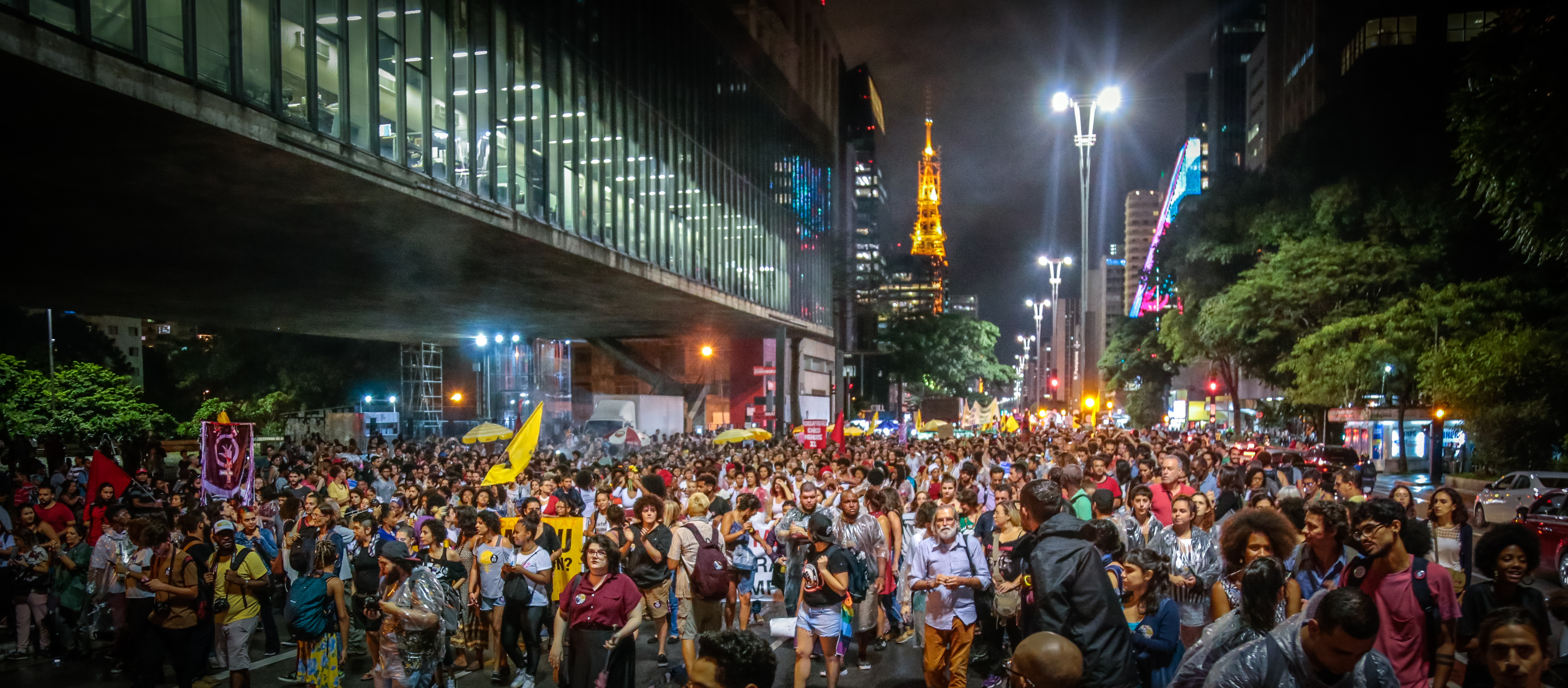
Manifestation appelant à la justice contre les assassins de Marielle Franco, en mars 2019.

Le 12 mars 2019, le parquet de Rio de Janeiro annonce avoir arrêté deux anciens membres de la police militaire, Ronie Lessa (le tireur) et Elcio Vieira de Queiroz (le chauffeur), suspectés d'être impliqués dans l'assassinat de Marielle Franco,. En novembre 2019, des associations de policiers accusent le président Jair Bolsonaro d'avoir « clairement attaqué et tenté d'intimider le commissaire de la police de Rio de Janeiro, avec l'objectif d'entraver la recherche impartiale de la vérité ». Celui-ci se défend en affirmant que le commissaire chargé de l'enquête était « son copain ».
Le 24 mars 2024, Anielle Franco, ministre de l’égalité raciale du Brésil, annonce l'arrestation de trois personnes dont un député fédéral et un ancien chef de police, accusés d'être les commanditaires du meurtre. Les exécutants, Ronnie Lessa et Elcio Queiroz, sont reconnus coupables de l'assassinat et condamnés par le tribunal de Rio le 31 octobre 2024.

## Vie privée
Marielle Franco s'est identifiée comme bisexuelle,,. En 2017, elle déménage à Rio de Janeiro dans les environs de Tijuca avec sa partenaire, Mônica Tereza Benício, et sa fille,. Franco et Benício se sont rencontrées durant un voyage avec des amies quand elles avaient 18 et 24 ans respectivement. Elles sont en couple durant 13 ans, bien que la relation soit parfois interrompue en raison de l'antagonisme de leur entourage proche. Durant ces interruptions, Benício fréquente d'autres femmes et d'autres hommes et  Franco de son côté a des relations avec des hommes. Franco et Benício avaient prévu de se marier en septembre 2019.

## Hommages
La ville de Paris nomme en 2019 jardin Marielle-Franco un espace vert créé aux abords de la gare de l'Est
Le 27 juillet 2022, une statue de bronze grandeur nature à son effigie est dévoilée sur la place Buraco do Lume (pt) de Rio de Janeiro. La statue est l’œuvre du sculpteur Edgar Duvivier (pt) et a été financée par des dons.
En septembre 2023, le Conseil municipal de Granville donne au square proche de la gare le nom de Marielle Franco en hommage à sa mémoire et à ses combats. Le square est officiellement inauguré le 7 septembre 2024, jour de l'indépendance du Brésil.
Un arrêt de bus situé au sud de la ville de Grenoble est renommé Marielle Franco en honneur de la militante.
Une salle de la Maison du Peuple de Lausanne est nommée Marielle Franco en sa mémoire.